# 荒川哲男 (医師)
荒川 哲男 (あらかわ てつお、1950年〈昭和25年〉 -　)は、日本の医学者（内科医）。大阪市立大学の前学長で公立大学法人大阪の初代副理事長。

## 略歴
大阪市城東区出身。大阪教育大学附属天王寺中学校、大阪教育大学附属高等学校天王寺校舎卒業。大阪市立大学医学部卒業、同大学院医学研究科内科学専攻内科学第3課程（医学博士）修了。
米国カリフォルニア大学アーバイン校内科学客員教授や大阪市立大学医学部助教授、教授、大学院医学研究科教授、附属病院副院長、医学部長兼大学院医学研究科長を経て、2016年（平成28年）4月公立大学法人大阪市立大学理事長兼大阪市立大学学長。
2019年4月発足の公立大学法人大阪で初代の副理事長となる（公立大学法人大阪府立大学と統合。市立大学法人として最後の理事長となった）。2019年5月1日の令和への改元に伴い、「平成で最後」「令和で最初」の学長となっている。
なお、学外では、公立大学協会の副会長や理事を務める。大学コンソーシアム大阪理事長も務めた。
2022年3月、公立大学法人大阪副理事長兼大阪市立大学学長を退任。2023年6月より，社会福祉法人 大阪社会医療センター (大阪社会医療センター付属病院を有する) 理事長に就任。

## 人物
小学生の頃に解剖図鑑などに興味があり、中学生の時に自由研究で「コウモリは色が見えるのか」をテーマに、滋賀県の鍾乳洞河内風穴までコウモリを捕まえに行ったこともあり、医師の道に。
専門は「消化器内科学」。モットーは、「第一に楽しいこと。第二に思いやり。第三に楽しむために厳しさに耐えること」で、続いて「第四に前向きに競うこと。第五にメリハリをつけること」といい、遊びと仕事の緩急つけた「ガス抜きが絶対必要」としている。
教授に就任し「英語での回診」を開始。症例検討なども英語で行うようにして、「ブロークン・イングリッシュ・ケース・カンファレンス」と名付けた患者について発表する場を設け、学生も含めて医局員の「下手な英語をしゃべったら恥ずかしい」という気持ちを取り去ることに努めた。荒川自身のFacebook（ https://www.facebook.com/tetsuo.arakawa.ocu/ ）も、すべて英語で発信している。
2020年（令和2年）2月からラジオ大阪の番組「荒川哲男の元気出してゆこう! てっちゃんねる」（月曜17時30分～17時45分、AM1314kHz、FM91.9MHz）で毎週パーソナリティーを務め、学長として医学博士として「大阪をもっと元気にすることを目的に、病気や疾患についてわかりやすく解説を行い、身近な『健康寿命を延ばす取り組み』などを紹介」している。アシスタントは河島あみる。

## 著書

### 監修・編集
- 『プロスタグランジンと消化性潰瘍』（医薬ジャーナル社、2000年）
- 『上部・下部消化管内視鏡研修のskill & spirit―基本知識と技能修得のストラテジー　研修医必携ポケット 』（朝日新聞社事業本部、2002年、2006年）
- 『機能性ディスペプシア　日本人に適した診療を求めて』（フジメディカル出版、2014年）
- 『消化器疾患の最新医療 （先端医療シリーズ49）』（先端医療技術研究所、2018年）

### 共著
- 『消化性潰瘍　ヘリコバクター・ピロリ時代における現状とトピックス』（永井書店、1996年）
- 『消化器研究の新たな進歩〈vol.4〉』（秋保カンファランス、1999年）
- 『胃粘膜とアラキドン酸カスケード』（ライフ・サイエンス、2000年）
- 『胃粘膜のBioregulation』（ライフ・サイエンス、2003年）
- 『TECHNICAL TERM 消化管（先端医学社、2003年）
- 『あなたの主治医が名医に変わる本　いい医療を受けたい患者のパフォーマンス学』（マキノ出版、2018年）

## 出演
- 荒川哲男の元気出してゆこう! てっちゃんねる - ラジオ大阪（2020年2月～）